# 虞列贵
虞列贵（1958年10月—），男，汉族，江西鄱阳人，中华人民共和国政治人物。曾任中华人民共和国国防科学技术工业委员会副主任。